# الشمول الرقمي

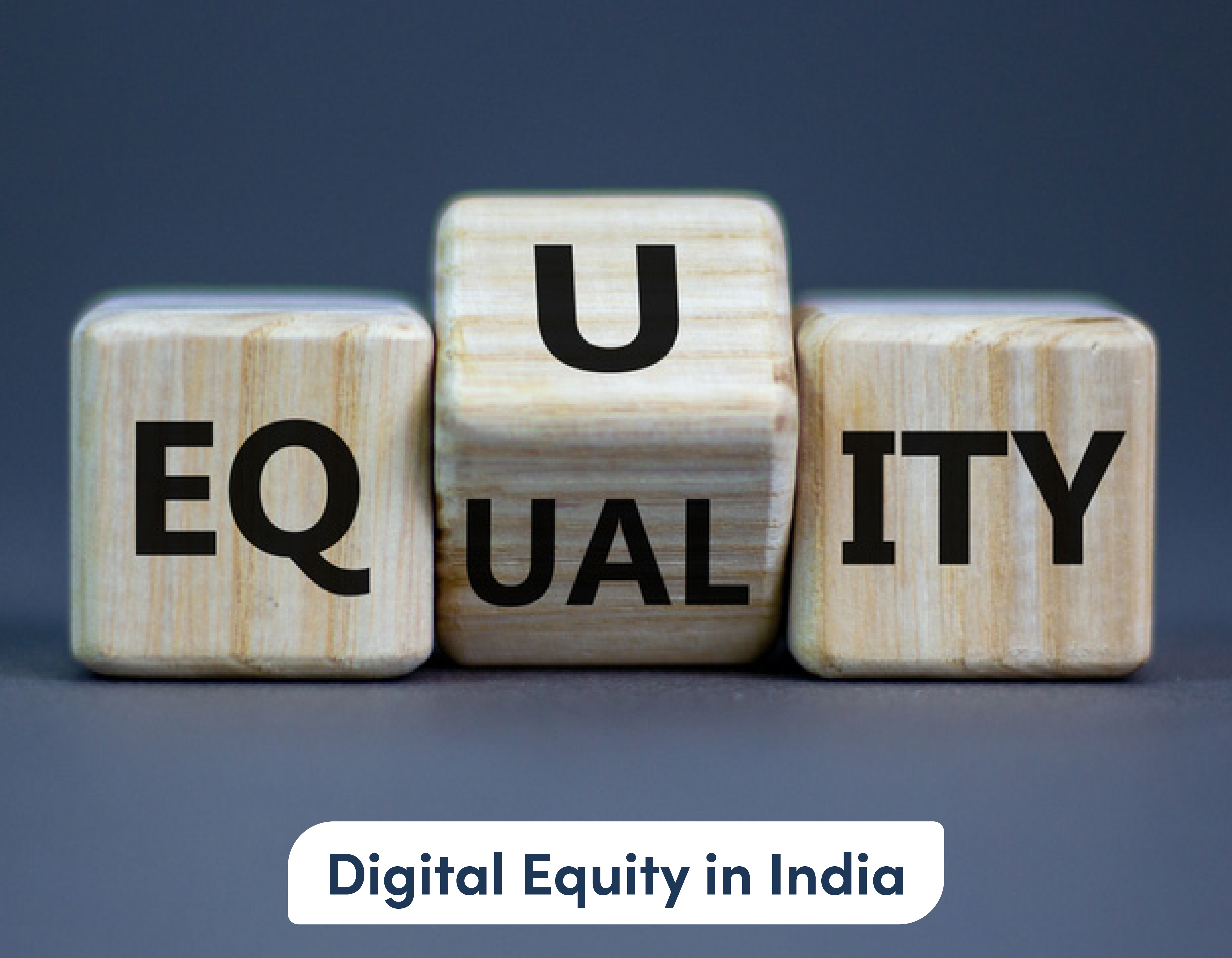
العدالة الرقمية في الهند

يتضمن الشمول الرقمي الأنشطة اللازمة لضمان الوصول العادل إلى تكنولوجيا المعلومات والاتصالات واستخدامها للمشاركة في الحياة الاجتماعية والاقتصادية بما في ذلك التعليم والخدمات الاجتماعية والصحة والمشاركة الاجتماعية والمجتمعية. يتضمن الشمول الرقمي الوصول إلى خدمات الإنترنت ذات النطاق العريض بأسعار معقولة نسبياً، والأجهزة التي تدعم الإنترنت، والوصول إلى التدريب على القراءة والكتابة الرقمية ، والدعم الفني عالي الجودة، والتطبيقات والمحتوى عبر الإنترنت المصمم لتمكين وتشجيع الاكتفاء الذاتي والمشاركة والتعاون. وتشمل المفاهيم ذات الصلة الفجوة الرقمية والاستبعاد الرقمي وعدم المساواة الرقمية، إلا أن الشمول الرقمي يركز بشكل أكبر على الاستراتيجيات والسياسات والبرامج المطلوبة لمعالجة الفجوة الرقمية.
نظرًا لأن العديد من الخدمات قد انتقلت إلى الإنترنت ومع الاستخدام المتزايد للخدمات الصحية عن بعد لتقديم الرعاية الأولية ، لا سيما خلال جائحة كوفيد-19 في عام 2020، فإن الشمول الرقمي، بما في ذلك محو الأمية الرقمية والوصول إلى الإنترنت، يُنظر إليه بشكل متزايد على أنه محدد اجتماعي للصحة . تم تحديد إمكانية الوصول والملاءمة والتأثير كعناصر أساسية للشمول الرقمي فيما يتعلق بأنظمة المعلومات الصحية.

## خلفية
مع زيادة استخدام أجهزة الكمبيوتر والإنترنت في التسعينيات وأوائل الألفيات، ظهرت مخاوف حول المساواة الرقمية، ومع ذلك، كانت هذه المخاوف تركز بشكل أساسي على الوصول الفعلي للتكنولوجيا. أدى ذلك إلى نشوء مفهوم الفجوة الرقمية الذي تم تطويره في البداية لوصف التفاوت المتزايد في الوصول إلى الإنترنت بين المناطق الريفية والحضرية في الولايات المتحدة الأمريكية. وتوسع هذا المفهوم تدريجياً ليشمل الاعتبارات المتعلقة بالوصول الرقمي بين الدول فيما يُسمى بالفجوة الرقمية العالمية، التي تعكس العديد من التفاوتات الموجودة داخل الدول ولكن على نطاق دولي. ومع اعتماد التقنيات الرقمية عبر معظم قطاعات المجتمع وزيادة تنوع التقنيات والبرامج، أصبح الوصول إلى واستخدام تكنولوجيا المعلومات والاتصالات أكثر تعقيدًا وأهمية للعديد من جوانب الحياة اليومية. أدى ذلك إلى ظهور مصطلحات جديدة وموجة ثانية من الأبحاث حول عدم المساواة الرقمية التي تم تحديدها على أنها (1) فجوة الاستخدام، (2) الفجوة الرقمية من المستوى الثاني، (3) التمايز الرقمي الناشئ، و (4) الشمول الرقمي.

## استراتيجيات الشمول الرقمي
وجدت مراجعة للأدبيات في عام 2019 أنه في حين أن الوصول المادي إلى التقنيات الرقمية والإنترنت لا يزال يشكل عائقًا أمام الشمول الرقمي، فإن القدرة والسلوك الرقميين يمثلان أيضًا عائقًا محتملاً. الاستراتيجيات الرئيسية التي تم تحديدها لتحسين الشمول الرقمي هي الدعم الاجتماعي وتجربة المستخدم المباشرة والتعلم / التصميم التعاوني.
يعد التعليم جانبًا رئيسيًا من جوانب الشمول الرقمي حيث أصبحت التقنيات الرقمية وسيلة رئيسية للتعامل مع جميع مستويات النظام التعليمي، مما يتطلب مستويات من الكفاءة الرقمية للمشاركة الناجحة في المناهج الدراسية. وبالإضافة إلى ذلك، فإن التعلم مدى الحياة مطلوب لأن التقنيات والخدمات والأنظمة تتغير باستمرار. تلعب المكتبات العامة ومقدمو خدمات المجتمع دورًا رئيسيًا في دعم الشمول الرقمي من خلال الوصول إلى أجهزة الكمبيوتر والاتصال بالإنترنت والخبرة والتدريب. وقد يساعد التصميم من أجل الشمول الرقمي أيضًا في التغلب على ضعف المعرفة الكتابية، والذي يظل عائقًا أمام 10% من سكان العالم. وقد وضعت اليونسكو مبادئ توجيهية لتصميم التقنيات الرقمية بطرق يمكن أن تساعد الأميين.

## الشمول الرقمي الأصلي
يعد الشمول الرقمي قضية بالغة الأهمية للعديد من مجتمعات السكان الأصليين في جميع أنحاء العالم، والذين يفتقر الكثير منهم إلى الوصول إلى الموارد الكافية.
حددت الحكومة الأسترالية هدفًا وطنيًا لسد الفجوة بالنسبة للسكان الأصليين وسكان جزر مضيق توريس للحصول على مستويات متساوية من الشمول الرقمي بحلول عام 2026.

## قياس الشمول الرقمي
مؤشر الشمول الرقمي الأسترالي (ADII) هو مشروع بحثي يتتبع الشمول الرقمي في جميع أنحاء أستراليا منذ عام 2016. ويستخدم بيانات المسح لقياس الشمول الرقمي عبر ثلاثة أبعاد هي الوصول والقدرة على تحمل التكاليف والقدرة الرقمية.

## مستقبل الشمول الرقمي
في 16 فبراير 2021، ألقى حوار عالمي داخل الأمم المتحدة نظرة على مستقبل الشمول الرقمي. ومن خلال اعتماد خطة الأمم المتحدة للتنمية المستدامة لعام 2030، التزمت الدول الأعضاء. وتعهدوا "بعدم ترك أحد خلفهم".
بحلول عام 2030، يتمثل هدف الأمم المتحدة في سد الفجوة الرقمية من خلال توفير الوصول إلى الإنترنت وتقنيات الهاتف المحمول لجميع الدول والشعوب ولجميع شرائح المجتمع.
ترى الأمم المتحدة أن أزمة عدد كبير جدًا من الأشخاص في مجتمعنا العالمي ما زالوا يعيشون بدون اتصال وكيف تظل الفجوة الرقمية تحديًا يجب معالجته.
- تحالف الشمول الرقمي الأسترالي
- التحالف الوطني للشمول الرقمي (الولايات المتحدة)